# Eduard Pechuel-Loesche

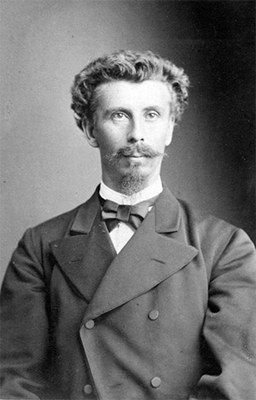
Eduard Pechuël-Loesche (1882)

Eduard Pechuel-Loesche (Pseudonym auch: M. E. Plankenau; * 26. Juli 1840 in Zöschen bei Merseburg; † 29. Mai 1913 in München) war ein deutscher Geograph und Afrikaforscher.

## Leben
Pechuel-Loesche studierte Naturwissenschaften in Leipzig, promovierte zum Dr. phil. und habilitierte sich 1886 an der Universität Jena für Erd- und Völkerkunde. 1895 folgte er einem Ruf als außerordentlicher Professor an die Universität Erlangen.

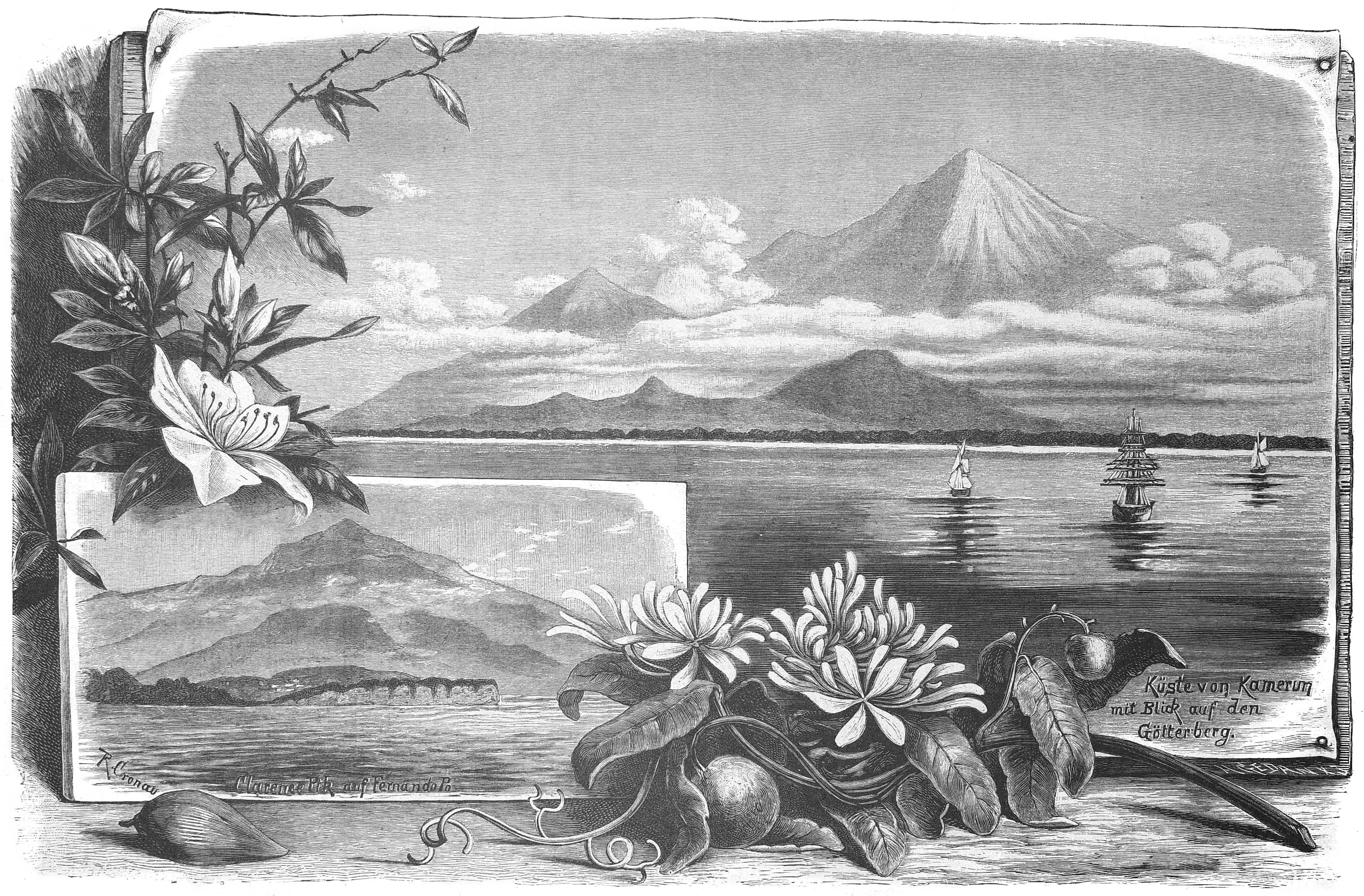
Kamerun und Fernando Po. Nach Original-Aufnahmen von Dr. Pechuel-Loesche für die „Gartenlaube“ auf Holz gezeichnet von R. Cronau.

Pechuel-Loesche unternahm seit den 1860er Jahren längere Reisen nach Westindien, Nord- und Südamerika, die Küstenländer und die Inselwelt des Atlantischen Ozeans und des Pazifiks. Auch befuhr er das südliche und nördliche Eismeer sowie die Beringstraße. Zwischen 1874 und 1876 war er Mitglied der deutschen Expedition an der Loangoküste unter der Leitung von Paul Güßfeldt. Er nahm an der Gründung des Kongostaates teil und amtierte zwischen 1882 und 1883 als Stellvertreter Stanleys in der provisorischen Hauptstadt Vivi. 1884 bis 1885 unternahm er mit seiner Gattin eine Reise nach Südwestafrika, zur Walfischbucht und in das Land der Herero. Er war korrespondierendes Mitglied des Thüringisch-Sächsischen Vereins für Erdkunde und auch Mitglied im Centralverein für Handelsgeographie und Förderung deutscher Interessen im Auslande.
Eduard Pechuel-Loesche malte auf seinen Reisen etwa 400 Aquarelle, die später in den Besitz des Geographischen Seminars in Hamburg gelangten.
Sein Sohn William war mit der Malerin und Kunstgewerblerin Agnes (geb. Johannsen) verheiratet.

## Ehrungen
Nach ihm benannt ist die Pflanzengattung Pechuel-Loeschea O.Hoffm. aus der Familie der Korbblütler (Asteraceae).

## Schriften
- Güßfeldt, Falkenstein, Pechuel-Loesche: Die Loango-Expedition. Leipzig 1882, Pechuel-Loesche bearbeitete die 1. Hälfte der 3. Abt. (Textarchiv – Internet Archive)
- Die Bewirtschaftung tropischer Gebiete. Straßburg 1885
- Stanley und das Kongounternehmen. 1885
- Kongoland. Jena 1887
- als Herausgeber: Brehms Tierleben. 3. Ausgabe, 10 Bände. Leipzig 1890–1893.
- Das Eis des Meeres. In: Velhagen und Klasings Monatshefte. Jg. 7 (1892/93), Bd. 1, Heft 4, Dezember 1892, S. 385–399.
- Volkskunde von Loango. Verlag von Strecker & Schröder, Stuttgart 1907; archive.org
- Beatrix Heintze (Hrsg.): Eduard Pechuel-Loesche: Tagebücher von der Loangoküste (Zentralafrika) (24.2.1875 – 5.5.1876) sowie Stichworte zu den Tagebuchaufzeichnungen vom 10.7. bis 19.8.1874. Universitätsbibliothek Johann Christian Senckenberg, Frankfurt am Main 2011 (online)